# Paul Wasicka
Paul J. Wasicka (Dallas, 17 februari 1981) is een Amerikaans professioneel pokerspeler. Hij won onder meer het NBC $25.000 No Limit Hold'em National Heads-Up Championship 2007 (goed voor een hoofdprijs van $500.000,-) en het $5.000 No Limit Hold'em - Championship Event van het WSOP Circuit 2010 (goed voor $139.422,-). Zijn grootste klapper maakte hij in het $10.000 No Limit Texas Hold'em - Main Event van de World Series of Poker 2006, waarin hij als verliezend finalist $6.102.499,- verdiende.
Wasicka won tot en met juni 2015 meer dan $7.850.000,- in pokertoernooien (cashgames niet meegerekend).

## Wapenfeiten
Wasicka werd in 2006 tweede in het hoofdtoernooi van de World Series of Poker doordat hij in de finale verloor van Jamie Gold. Met 8773 spelers was dit het drukst bezette Main Event in de historie van de WSOP. Gold won daardoor $12.000.000,- en daarmee het hoogste bedrag ooit op de WSOP. Zelfs Wasicka's tweede prijs van ruim zes miljoen was een hoger geldbedrag dan welke hoofdprijs tot aan 2004 dan ook.
Wasicka won het NBC $25.000 No Limit Hold'em National Heads-Up Championship 2007 door één-tegen-één wedstrijden te winnen van Eli Elezra, Joe Hachem, T.J. Cloutier, Nam Le, Shannon Elizabeth en Chad Brown.
Naast titels won Wasicka hoge prijzengelden met onder meer zijn:
- vijftiende plaats op het  $25.000 WPT Championship - No Limit Hold'em-toernooi van de Fourth Annual Five-Star World Poker Classic in 2006 ($146.460,-)
- twaalfde plaats op het A$10.000 Main Event van de 2007 Aussie Millions ($95.434,-)
- vierde plaats op het $9.900 No Limit Hold'em - WPT Event van de 2007 L.A. Poker Classic ($455.615,-)
- 24e plaats op het $25.000 WPT - No Limit Hold'em Championship van de Fifth Annual Five Star World Poker Classic in 2007